# Mundo Lite
Mundo Lite es el segundo álbum de estudio en solitario del cantante mexicano Aleks Syntek y el sexto de su carrera. Fue lanzado a través de Virgin y EMI el 10 de febrero de 2004. El álbum fue producido por Aleks Syntek, Áureo Baqueiro y Armando Ávila y grabado en varios estudios de México y California. Mundo Lite fue promocionado por tres sencillos: «Duele el amor», «Te soñé» y «A veces fui». También fue promocionado por una gira en 2004. Varios artistas fueron invitados al álbum como Ana Torroja, Soraya y Benny Ibarra.
Mundo Lite fue recibido con críticas favorables por parte de los críticos de la música y fue un éxito comercial, entrando en el top cinco en el Billboard Latin Pop Albums en los Estados Unidos, y también entrando al top treinta y seis Billboard Top Latin Album. Fue certificado como platino por la Asociación Mexicana de Productores de Fonogramas y Videograma.
El álbum se convirtió en el más exitoso en la carrera de Syntek tanto comercialmente como críticamente, siendo este álbum el único que entró en listas de Estados Unidos, e incluyendo su canción más exitosa «Duele el amor».

## Antecedentes
En 2001 Aleks Syntek lanzó su primer álbum de estudio, «De noche en la ciudad». Realizó un comunicado a los medios de comunicación para promocionar el álbum. En el comunicado dijo que lanzaría este álbum en España, siendo la primera vez que lanzaría un álbum en ese país y también comento que habría un dúo con la cantante española Ana Torroja. Fue grabado en California y México, y producido por Aleks Syntek, Áureo Baqueiro y Armando Ávila. Aleks Syntek comento que Mundo Lite es «una invitación a sentirte vivo, el disco tiene mucho amor, esperanza» y decía estar orgulloso de que esta «sea 90% [hecho] en México. Con músicos mexicanos y latinos».

## Composición
Aleks Syntek dijo que la canción «Duele el amor» fue compuesta para la cantante española Ana Torroja y que la canción fue grabada para cantar a dúo con ella cuando la conoció. Él relata así su experiencia durante la composición y grabación de «Duele el amor»:

Duele el amor es una canción que surge a partir de que conozco por primera vez a mi gran ídolo de Mecano, Ana Torroja. Me sorprendió mucho como Ana me ubicaba perfectamente y conocía mi música, entonces me emocionó mucho todo esto, y fui corriendo al estudio, finalmente termino la canción, se la mando muy emocionado a Ana Torroja [...]. Cuando se puso al micrófono y se puso a cantar y escuche esa voz que tantas veces escuche en mis canciones favoritas, sentí que flotaba.

Así mismo, admitió que «Duele el amor» es «hoy por hoy mi canción más internacional». «Te soñé» fue compuesta por Aleks, inspirada en su esposa.

## Recepción crítica
Jason Birchmeie de Allmusic elogio al álbum, describiendo que «está superproducido sin sonar sobreproducido; brillando con detalles, pero claramente definidos; lleno y, sin embargo, aún luminoso y espacioso. Su canto e instrumentación no son exactamente virtuosos, pero no tienen por qué serlo», además lo describió como un álbum pop «Esto es música pop: mantener los procedimientos básicos y accesibles es una parte clave de la apelación».

## Promoción

### Sencillos
«Duele el amor» fue lanzando en España como el primer sencillo del álbum el 3 de noviembre de 2003. La canción fue un éxito comercial y alcanzó el número uno en las listas de Colombia y también alcanzó los primeros lugares de varias listas estadounidenses latinas, incluyendo la Billboard Bubbling Under Hot 100 en la cual alcanzó la posición número dieciocho convirtiéndose en la canción más exitosa de Ana Torroja y Aleks Syntek a nivel internacional. Se realizó un video musical para «Duele el amor», fue lanzado el 3 de marzo de 2009 en YouTube.
«Te soñe» fue lanzado como segundo sencillo el 17 de mayo de 2004 y también se realizó un video musical para la canción lanzado el 26 de febrero de 2009 en YouTube. «A veces fui» fue lanzado como último sencillo del álbum el 2 de agosto de 2004, se realizó un video musical para la canción lanzado el 10 de febrero de 2010 en YouTube.

### Tour
A finales de junio, Aleks Syntek promociono su álbum en España como parte de su introducción al país. Además se realizó una gira en 2004 acompañada de Ana Torroja tocando canciones del álbum, así como otras canciones exitosas de Aleks Syntek, Aleks Syntek y la gente normal y Mecano. Realizó varios shows en España y en el Auditorio Nacional en México donde invitó a diferentes artistas para interpretar sus canciones en vivo. En 2005 se lanzó Mundo Live, un álbum en vivo grabado durante el tour de 2004.

## Premios y nominaciones
| Año  | Trabajo nominado | Premios                      | Categoría                               | Resultado | Ref.   |
| ---- | ---------------- | ---------------------------- | --------------------------------------- | --------- | ------ |
| 2005 | Mundo Lite       | Billboard Latin Music Awards | Álbum pop latino del año, nuevo artista | Nominado  | [ 14 ] |
| 2005 | «Duele el amor»  | Premios Grammy Latinos       | Grabación del año                       | Nominado  | [ 15 ] |
| 2005 | «Duele el amor»  | Premios Grammy Latinos       | Canción del año                         | Nominado  | [ 15 ] |

## Lista de canciones
Todas las canciones escritas y compuestas por Aleks Syntek. 
| Mundo Lite |                                                  |                  |          |  |
| N.º        | Título                                           | Escritor(es)     | Duración |  |
| 1.         | «Tiempos de paz»                                 | Aleks Syntek     | 4:35     |  |
| 2.         | «Duele el amor» (con Ana Torroja)                | Syntek · Torroja | 4:36     |  |
| 3.         | «Arriesgando el corazón»                         | Syntek           | 4:52     |  |
| 4.         | «Te soñé»                                        | Syntek           | 3:41     |  |
| 5.         | «Alguno de estos días»                           | Syntek           | 4:14     |  |
| 6.         | «Salva mi corazón» (con Soraya)                  | Syntek           | 4:36     |  |
| 7.         | «A veces fui»                                    | Syntek           | 3:47     |  |
| 8.         | «Viviendo por ti» (con Benny Ibarra)             | Syntek           | 4:00     |  |
| 9.         | «Lo que tú me das»                               | Syntek           | 3:34     |  |
| 10.        | «Hombre de fe»                                   | Syntek           | 3:31     |  |
| 11.        | «Duele el amor» (Versión techno con Ana Torroja) | Syntek · Torroja | 4:48     |  |
| 12.        | «Te soñé» (Versión clásica)                      | Syntek           | 3:46     |  |

## Posicionamiento en listas

### Listas semanales
| País (Lista 2004)                           | Posición más alta |
| ------------------------------------------- | ----------------- |
| Estados Unidos (Billboard Latin Pop Albums) | 5                 |
| Estados Unidos (Billboard Top Latin Albums) | 36                |
| España (PROMUSICAE)                         | 68                |

## Certificaciones
| Región                                                     | Certificación   | Unidades certificadas / Ventas |
| ---------------------------------------------------------- | --------------- | ------------------------------ |
| Estados Unidos (RIAA)                                      | Platino (Latin) | 100 000*                       |
| México (AMPROFON)                                          | Platino         | 100 000*                       |
| * Cifras de ventas basadas únicamente en la certificación. |                 |                                |

Nota: Las ventas totales del disco no necesariamente están reflejadas en las certificaciones. Las ventas certificadas solo representan un mínimo de las cifras requeridas por los organismos certificadores en la mayoría de los países.